# Sept contes gothiques
Sept contes gothiques (titre original en danois: Syv fantastiske Fortællinger) est un recueil de nouvelles de l'écrivain danoise Karen Blixen, paru au Danemark le 25 septembre 1935. Il est paru sous son pseudonyme Isak Dinesen.